# Mirta
Mirta  è un nome proprio di persona italiano femminile.

## Varianti
- Femminili: Mirte[1], Mirti[1]
  - Alterati: Mirtilla[1]
- Maschili: Mirto[1], Mirteo[1]

### Varianti in altre lingue
- Catalano: Mirta[3]
- Croato: Mirta[2]
- Greco antico: Μυρτώ (Myrto)[2]
- Greco moderno: Μυρτώ (Myrtō)[2]
- Inglese: Myrtle[2]
  - Ipocoristici: Myrtie[2]
- Olandese: Myrthe[2], Mirthe[2]
- Spagnolo: Mirta[2][3]

## Origine e diffusione

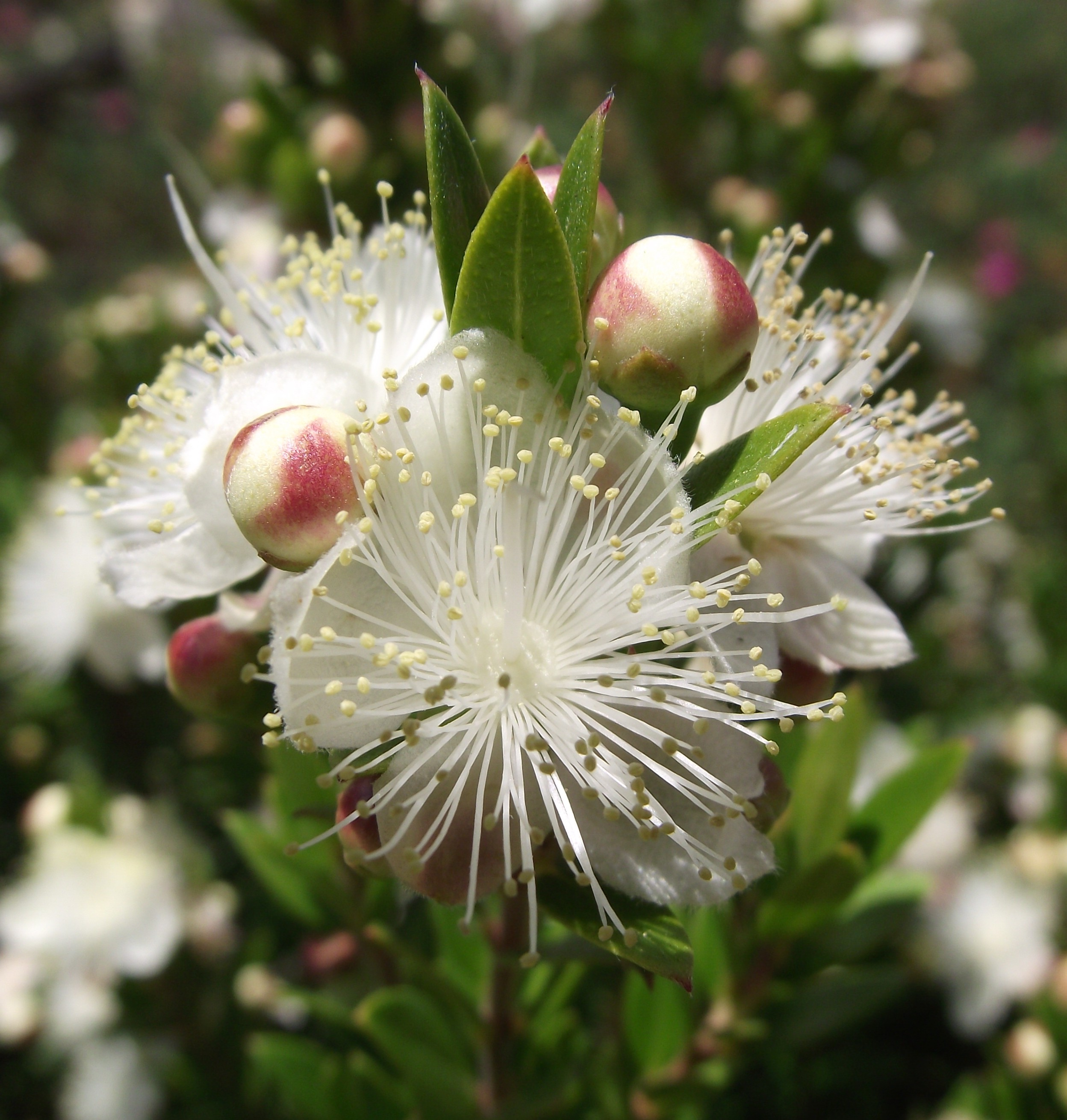
Fiori e boccioli di Myrtus communis al Cuyamaca College presso El Cajon, California

Riprende il nome del mirto; etimologicamente, il nome di questa pianta risale, tramite il latino myrtus, al greco antico μύρτος (mýrtos), che condivide la stessa radice semitica di mirra.
Il nome, nella forma Μυρτώ (Myrto), era già usato tra gli antichi greci, ed è presente nella mitologia greca con alcuni personaggi minori, tra cui una delle Menadi; la pianta era inoltre sacra ad Afrodite, che era anche detta Mirta. La forma italiana però non è una continuazione del greco, bensì un nome recente tratto direttamente dalla pianta: negli anni settanta se ne contavano circa 3.500 occorrenze (quasi cinquemila con le varianti), diffuse al Nord e al Centro, specie in Toscana ed Emilia-Romagna; così anche l'inglese Myrtle, attestato dal XIX secolo assieme a molti altri nomi tratti dalla flora.

## Onomastico
È un nome adespota, non essendo portato da alcuna santa. L'onomastico ricade pertanto il 1º novembre, giorno di Ognissanti.

## Persone
- Mirta Massa, modella argentina
- Mirta Miller, attrice argentina naturalizzata spagnola
- Mirta Wons, attrice argentina

### Variante Myrtle
- Myrtle Augee, pesista britannica

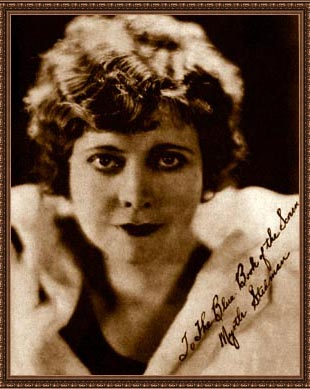
Myrtle Stedman

- Myrtle Cagle, aviatrice statunitense
- Myrtle Corbin, donna statunitense nata con quattro gambe
- Myrtle Fillmore, religiosa statunitense
- Myrtle Gonzalez, attrice statunitens
- Myrtle Stedman, attrice e cantante statunitense

### Altre varianti
- Myrtō Azina Chronidī, scrittrice cipriota
- Myrta Merlino, giornalista e conduttrice televisiva italiana
- Myrthe Schoot, pallavolista olandese

## Il nome nelle arti
- Mirta è un personaggio del romanzo di Adalbert Stifter Abdia.
- Moaning Myrtle è il nome originale di Mirtilla Malcontenta, personaggio della serie di romanzi e film Harry Potter, creata da J. K. Rowling.
- Myrtle Edmonds è un personaggio del film del 2002 Lilo & Stitch.
- Myrtle Fargate è un personaggio della soap opera La valle dei pini.
- Myrtle Wilson è un personaggio del romanzo di Francis Scott Fitzgerald Il grande Gatsby.